# Mirtuszvirágúak
A mirtuszvirágúak (Myrtales) a zárvatermők (Magnoliophyta) egyik rendje. Az APG III osztályozása szerint a rosids Eurosids II csoportjába tartozik.
A rendbe tartozó családok:
- Alzateaceae,
- Nyálkafafélék (Combretaceae),
- Crypteroniaceae,
- Füzényfélék (Lythraceae),
- Díszlevélfafélék (Melastomataceae),
- Mirtuszfélék (Myrtaceae),
- Ligetszépefélék (Onagraceae),
- Penaeaceae
- Vochysiaceae

Néhány, az APG II-rendszerben még külön családként leírt csoportot az APG III-rendszerben beolvasztottak. Így a Memecylaceae bekerült a Melastomataceae-be, a Heteropyxidaceae és a Psiloxylaceae a Myrtaceae része lett, az Oliniaceae és Rhynchocalycaceae családok pedig a Penaeaceae részeként élnek tovább.
A mirtuszvirágúak virágai mindig ciklikusak. Termőleveleik cönokarpikus magházat alakítanak, a csúcsán egyetlen bibeszállal. Kettős virágtakarójú virágaik többnyire aktinomorfak, négykörösek. Porzóik száma gyakran másodlagosan megsokszorozódott. A magház felső állásúból (például füzényfélék) a vacok (hypanthium) serleg alakúvá formálódásával a renden belül fokozatosan középállásúvá (például sulyomfélék), majd ahogy ezt a vacok félig vagy teljesen körbenövi, alsó állásúvá alakul (például a mirtuszféléknél, a gránátalmaféléknél, a ligetszépeféléknél).
Levélállásuk többnyire keresztben átellenes; pálhaleveleik nincsenek.
A rendre jellemzőek a bikollaterális edénynyalábok. Sok faj polifenolokat, cserzőanyagokat halmoz fel.
A korábban ide sorolt, a trópusi mangroveerdők legfontosabb nemzetségeit adó Sonneratiaceae családot a füzényfélékbe olvasztották, a Rhizophoraceae családot pedig a Malpighiales rendbe sorolták.